# Briscol
Briscol est un hameau belge de la commune d'Érezée située en province de Luxembourg.
Avant la fusion des communes de 1977, Briscol faisait déjà partie de la commune d'Érezée.

## Situation
Ce hameau ardennais se trouve sur la rive gauche de l'Estinale (affluent de l'Aisne) qui reçoit bientôt le petit ruisseau de Sadzot. Briscol se situe à 2,5 km à l'est d'Érezée le long de la N.807 qui mène à Manhay et avoisine les hameaux de Clerheid (au nord) et de Sadzot (au sud).

## Histoire
Le 20 août 1914, au début de la Première Guerre mondiale, le hameau fut complètement brûlé à l'exception d'une maison par les troupes du colonel Van Mendelsloh.

## Description
La chapelle dédiée à Notre-Dame Auxiliatrice fait partie d'un petit ensemble assez original de constructions en moellons de grès provenant de la transformation d'une ancienne école en 1904.

## Activités
L'école secondaire inférieure d'enseignement spécialisé du Val d'Aisne dépendant de la province de Luxembourg se trouve à Briscol.
En outre, une importante chocolaterie se situe sur les hauteurs du hameau. On peut y visiter un musée du chocolat et y parcourir la promenade des abeilles.